# Pandémie de Covid-19 en Ouzbékistan
La pandémie de Covid-19 en Ouzbékistan démarre officiellement le 15 mars 2020. À la date du 31 octobre 2022, le bilan est de 1 637 morts.

## Contexte
Le 12 janvier 2020, l'Organisation mondiale de la santé (OMS) confirme qu'un nouveau coronavirus est à l'origine d'une maladie respiratoire chez un groupe de personnes de la ville de Wuhan, province du Hubei, Chine, qui a été signalée à l'OMS le 31 décembre 2019,. 
Le taux de létalité pour la Covid-19 est beaucoup plus faible que le SRAS de 2003, mais la transmission a été significativement plus élevée, avec un nombre total de décès important.

## Chronologie

### Février 2020
Le 28 février 2020, Uzbekistan Airways suspend ses vols vers Djeddah et Médine.
Le 13 mars 2020, l'Ouzbékistan suspendu ses vols vers la France, l'Espagne et le Royaume-Uni, alors que deux jours plus tard, le pays confirme son premier cas de coronavirus, s'agissant d'un ressortissant ouzbek de retour de France. Le ministère de la Santé de l'Ouzbékistan publie une liste des personnes qui étaient en contact avec la victime, avec l'intention de les mettre en quarantaine. Après cette annonce, le président kazakh Kassym-Jomart Tokayev annonce l'état d'urgence au Kazakhstan et ferme rapidement la frontière avec l'Ouzbékistan. 

### Mars 2020
Le 20 mars 2020, le gouvernement annonce la fermeture des lieux de divertissement et les salons de thé et l'interdiction des grands mariages et autres réunions de famille. 
Le 22 mars 2020, l'Ouzbékistan ordonne aux entreprises de Tachkent de faire du télétravail et de rendre obligatoire le port de masques de protection.
Le 23 mars 2020, le gouvernement d'Ouzbékistan annoncé un verrouillage de Tachkent à partir du lendemain dans le but de contenir la propagation de l'épidémie coronavirus.
Le 27 mars 2020, le premier décès est signalé dans le pays, une femme de 72 ans qui présentait des comorbidités et qui a subi une crise cardiaque. Il semblerait qu'elle ait été infectée par sa fille qui venait de rentrer de Turquie. 
Le 28 mars 2020, le deuxième décès est confirmé. Il s'agit d'un médecin ouzbek de 39 ans, en contact avec le patient zéro, décédé après avoir tenté sans succès de traiter une infection à coronavirus qu'il a gardée secrète, selon ministère de la Santé. Il est hospitalisé le 26 mars dans un état grave et succombe à la maladie deux jours plus tard.   

## Statistiques

Nombre de cas en Ouzbékistan depuis le début de l'épidémie.

Nombre de morts en Ouzbékistan depuis le début de l'épidémie.